# Hazen (Dakota del Norte)
Hazen es una ciudad ubicada en el condado de Mercer en el estado estadounidense de Dakota del Norte. En el censo de 2010 tenía una población de 2411 habitantes y una densidad poblacional de 730,68 personas por km².

## Geografía
Hazen se encuentra ubicada en las coordenadas 47°17′59″N 101°37′30″O / 47.29972, -101.62500. Según la Oficina del Censo de los Estados Unidos, Hazen tiene una superficie total de 3.3 km², de la cual 3.29 km² corresponden a tierra firme y (0.16%) 0.01 km² es agua.

## Demografía
Según el censo de 2010, había 2411 personas residiendo en Hazen. La densidad de población era de 730,68 hab./km². De los 2411 habitantes, Hazen estaba compuesto por el 96.6% blancos, el 0.37% eran afroamericanos, el 1.78% eran amerindios, el 0.29% eran asiáticos, el 0.08% eran isleños del Pacífico, el 0.29% eran de otras razas y el 0.58% pertenecían a dos o más razas. Del total de la población el 1.24% eran hispanos o latinos de cualquier raza.